# 新妻元春

新妻 元春（にいつま もとはる、1923年（大正12年）3月23日 - 2007年（平成19年）6月12日）は、日本の洋画家。 
示現会会員。 
宮城県栗原郡志波姫町に生まれる。
18歳から25歳まで軍属・軍人として過ごす。 
1961年38歳の時、家族を宮城に残して単身千葉に住む。昼は土木作業、夜は絵を描く生活を続け、1965年家族を千葉に迎えて画業に専念。 
師は奈良岡正夫（示現会会長・日展参与）で、1970年にテレビ出演していた奈良岡正夫の芸術に対する信念に感動して1971年に弟子入りした。 

## 賞与
1972年第25回示現会展で「現場にて」が初入選、以後入選を重ね1975年第28回展では「閑日」が佳作賞を受賞。 
1978年に会員となる。千葉県展等にも連続入選、1987年以降は毎年グループ展、個展でも作品を発表してきた。 

## 特徴
郷土の自然や農村、農家を主題とした郷愁あふれる風景画を多く描いている。奥入瀬の渓流や小品である花の絵も佳作が多い。 
“忍耐”をモットーとして真正面からひたすら絵画に取組んできた。 

## 代表作
代表作のひとつに示現会会員推挙作となった3年がかりの作品「対話」（1978年　市原市議会蔵）がある。 
「収穫」（1989年第42回示現会出品）は栗原文化会館、「秋」（1990年）はくりこま高原駅、「奥入瀬」（1992年）は小牛田町近代文学館、「奥入瀬錦秋」は東海大学附属望洋高校　がそれぞれ所蔵。師・奈良岡正夫を尊敬し、趣味は映画鑑賞、盆栽であった。 

## 略歴
- 1923年（大正12年）　宮城県栗原郡志波姫町に生まれる
- 1961年（昭和36年）　千葉県に転居　独学で油彩画を描く
- 1971年（昭和46年）　奈良岡正夫 示現会会長の弟子になる
- 1974年（昭和49年）　示現会展に油彩画が初入選　以後毎年出品。文京区展、千葉県展、グループ展等に出品
- 1978年（昭和53年）　示現会員となる
- 1987年（昭和62年）　千葉そごうにて個展　以後毎年実施
- 1991年（平成 3年）　ふるさとでの個展　栗原文化会館　以後毎年実施
- 1996年（平成 8年）　川村記念美術館付属ギャラリーにて個展　以後毎年実施
- 2004年（平成16年）　新妻元春　画集　を発行
- 2007年（平成19年）　逝去　享年84歳